# バッカス＝キーホー＝キドランドの逆説
バッカス＝キーホー＝キドランドの逆説（ばっかす＝きーほー＝きどらんどのぎゃくせつ、英: The Backus–Kehoe–Kydland puzzle）とは、国のパネルデータを観察したときに、「国Aの消費の時系列の動き」と「国Bの消費の時系列の動き」の相関が、「国Aの生産の時系列の動き」と「国Bの生産の時系列の動き」の相関に比べて小さいこと。デービッド・バッカス、パトリック・キーホ―、フィン・キドランドが、1992年の論文において提示する。英語の頭文字をとってBKKパズルなどと表現されることもある。国際的消費相関パズル（英: The international consumption correlations puzzle）、低国際消費相関パズル（英: The puzzle of low international consumption correlations）とも呼ばれる。

## 概要
アロードブリューモデル（つまり完備市場のモデル）では、ある国への負のショックで所得が減っても輸入を増やすことで消費水準を維持することが可能である（国際的なリスクシェアリング）。したがって、生産の時系列の動きはショックによって変動しても、消費の時系列の動きはショックによって大きく変動しないことが予測される。つまり、理論的には、「国Aの消費の時系列の動き」と「国Bの消費の時系列の動き」の相関の方が、「国Aの生産の時系列の動き」と「国Bの生産の時系列の動き」の相関よりも大きくなるはずである。
デービッド・バッカス、パトリック・キーホ―、フィン・キドランドは、生産の方が消費よりも相関が強いという逆の実証的結果を提示する。その論文では、11の先進国のそれぞれの消費・生産の1970年から1990年までの時系列の動きが、同期間のアメリカの消費・生産とどれくらい相関しているのかを検証し、米国の消費との相関係数の平均値が0.19、米国の生産との相関係数の平均値が0.31であることを示している。モーリス・オブストフェルドとケネス・ロゴフは、個々のOECD諸国の世界平均（35か国）との消費の相関係数の平均は0.43、生産のそれは0.52であることを示している。驚くべき事実は、消費の相関係数が小さいことではなく、それが生産の相関係数よりも小さいことである。つまり、現実経済では国際的リスクシェアリングが行われていないことが示唆される。
モーリス・オブストフェルドとケネス・ロゴフは国際経済学における6つのパズルの1つとしてこのバッカス＝キーホー＝キドランドの逆説を挙げている。また、バッカス＝キーホー＝キドランドの逆説は消費と実質為替レートの相関についてのバッカス＝スミスの逆説とも関連している。

## 逆説に対する説明
消費者が国際貿易によって消費を平滑化することが困難である状況を設定することで、バッカス＝キーホー＝キドランドの逆説を解消するモデルが構築できることを示している論文がある。そのような状況をもたらす要素として2つ挙げられており、1つ目はサービス産業などの「非貿易財」の導入である。財の供給水準を上昇させる技術ショックがあっても、非貿易財であることであることから輸出ができないので国際貿易を通じた国際的なリスクシェアリングができない。2つ目は「消費ショック」の導入である。他の経済環境に変化がない中である国の消費が増加すると、その国は国際資本市場を通じて債務を抱えることになる。結果として外国で利子率が上昇し、外国の消費が減少する。これらは自国と外国の消費の時系列の動きに負の相関をもたらすため、消費の相関を弱めるように働く。